# Loška Dolina
Loška Dolina é um município da Eslovênia. A sede do município fica na localidade de Stari trg pri Ložu.